# Lebes Gamikos

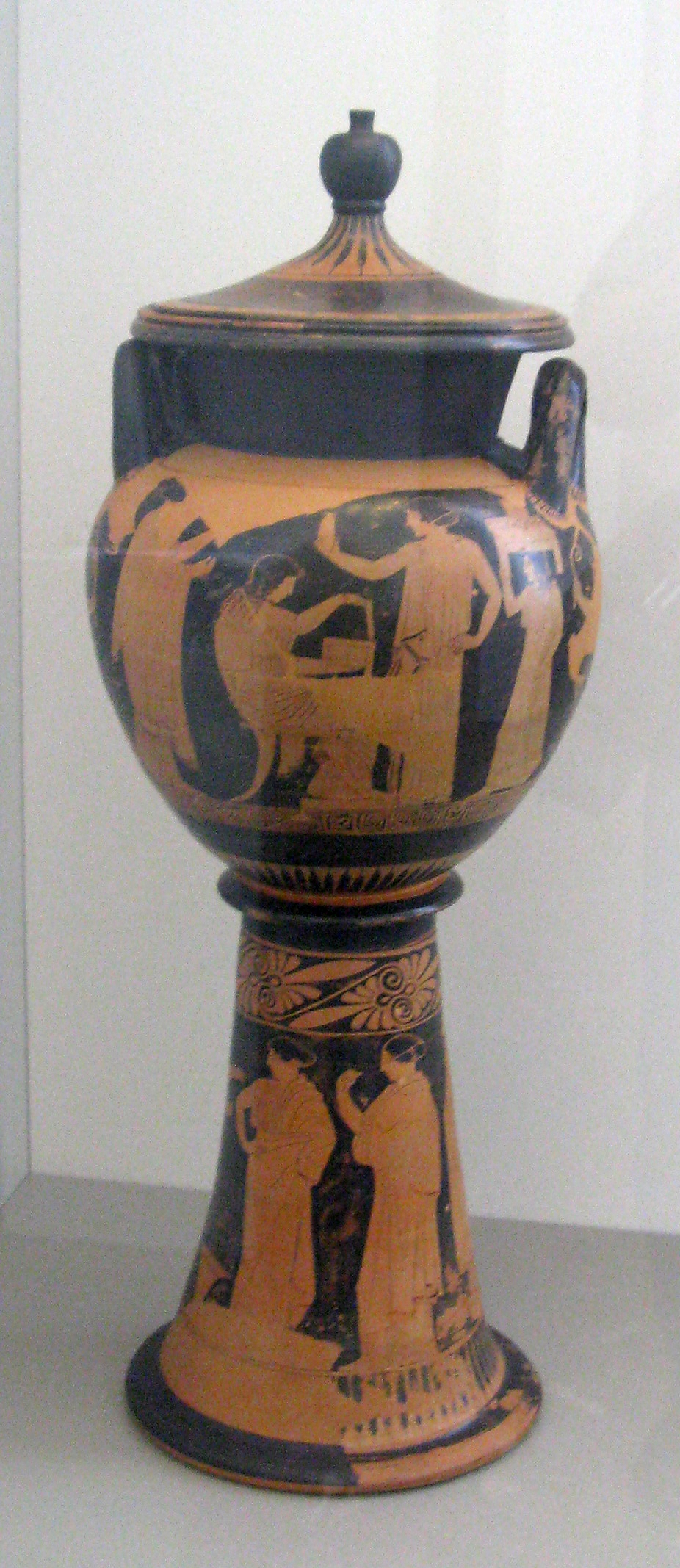
Lebes Gamikos des Sabouroff-Malers mit einer Hochzeitsszene; Antikensammlung Berlin F 2404

Der Lebes Gamikos („Hochzeitskessel“, von Lebes = Kessel und Gamos = Hochzeit; Plural Lebetes gamikoi) ist eine in der griechischen Töpferkunst verwendete Gefäßform.
Das als Lebes Gamikos bezeichnete Gefäß ist groß mit rundlichem Körper, langem zylindrischen Hals, flacher Mündung und zwei Doppelhenkeln. Es wurde während der Hochzeitsriten verwendet und gehörte zu den Brautgeschenken. 
Lebetes Gamikoi wurden auch als Grabbeigabe beim Totenkult und als Weihgeschenk an Fruchtbarkeitsgottheiten verwendet.